# Église Saint-Martin de Cléry-sur-Somme
L'église Saint-Martin de Cléry-sur-Somme est située sur le territoire de la commune de Cléry-sur-Somme, dans le  département de la Somme, non loin de Péronne.

## Historique
L'église actuelle remplace un édifice édifié au XVe siècle et reconstruit partiellement au XVIIIe siècle et au XIXe siècle . Le village de Cléry et son église furent totalement détruits au cours de la Première Guerre mondiale. Le 27 juillet 1916, lors de la Bataille de la Somme, des observateurs allemands sont aperçus dans le clocher de l'église qui fut alors bombardé. La reconstruction se déroula pendant l'entre-deux-guerres, Jacques Debat-Ponsan fut l'architecte de la nouvelle église.

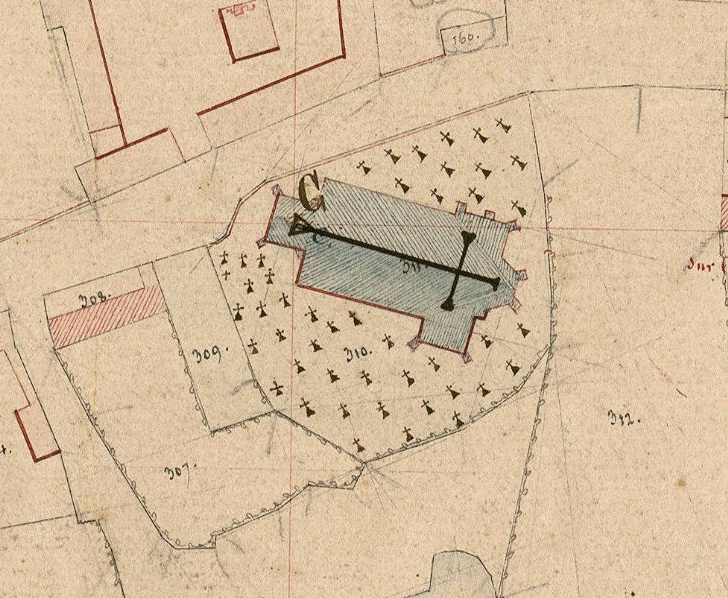
Plan de l'église entourée du cimetière. Plan cadastral de 1830.
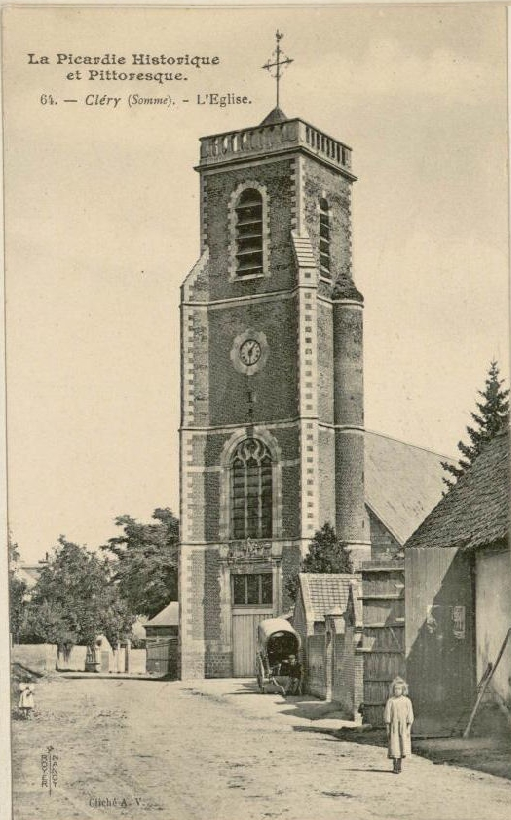
Carte postale de l'ancienne église vers 1910.
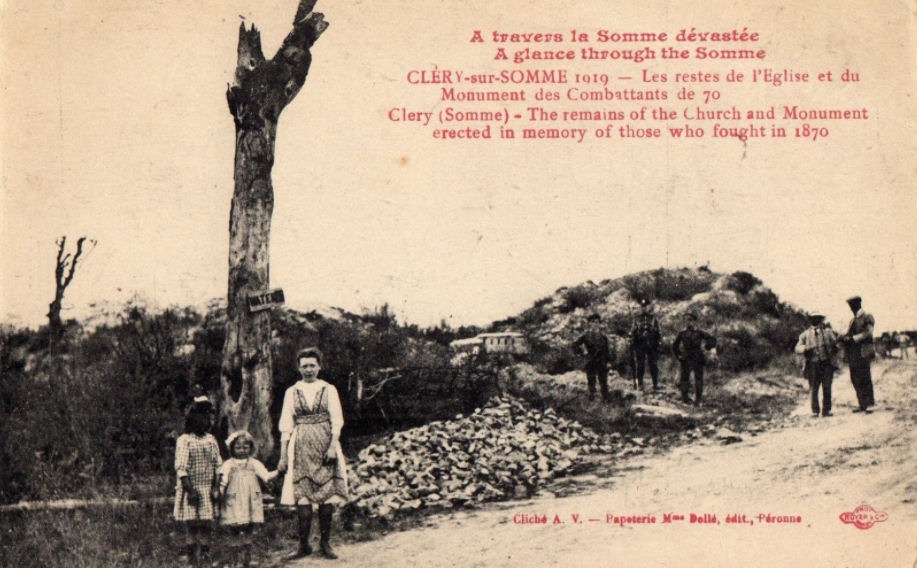
Ruines de l'église et du cimetières à la fin de la guerre.
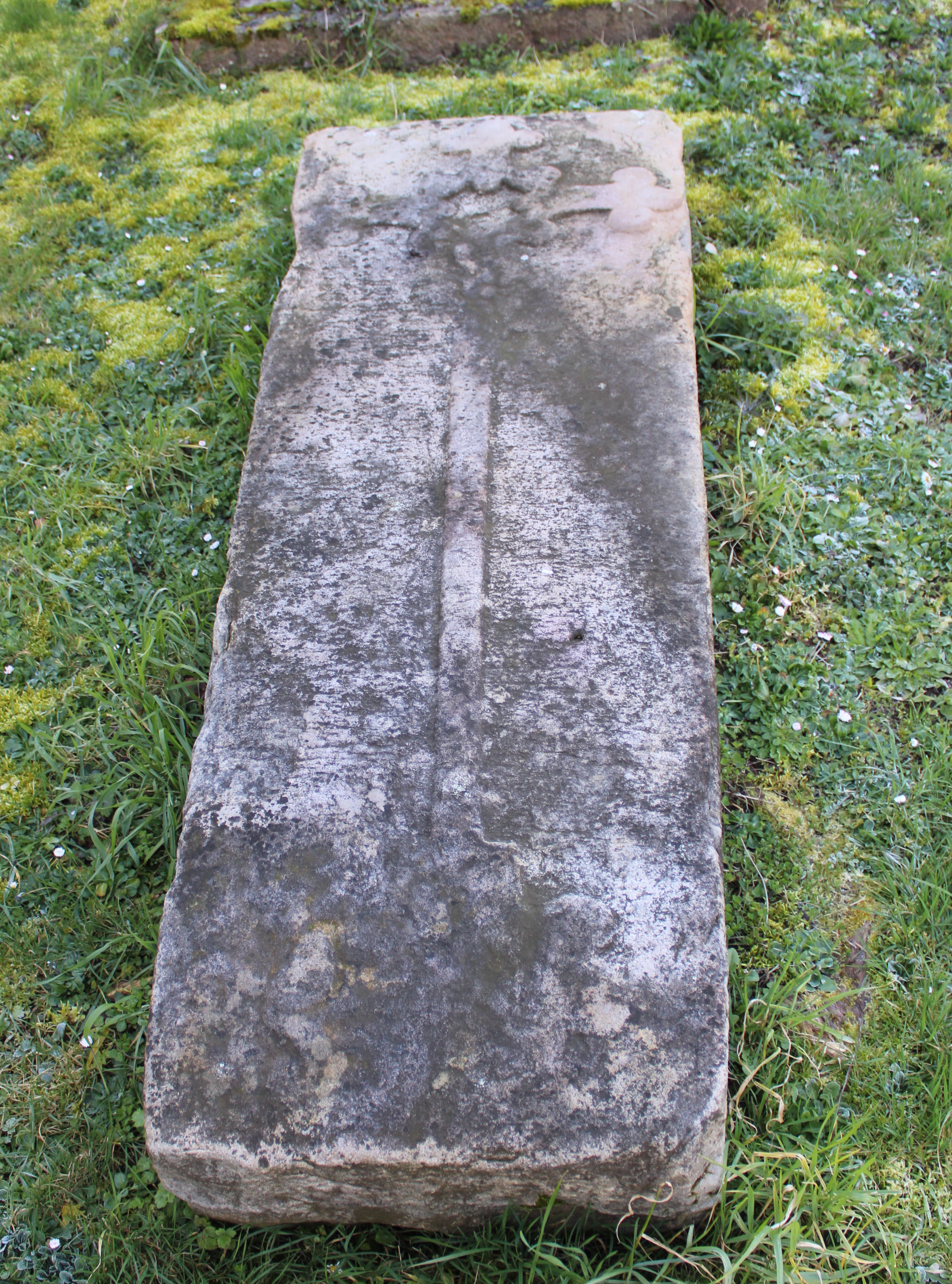
Seul vestige de l'ancien cimetière, une croix  sculptée sur une pierre tombale à droite de l'église.

L'ancienne église était construite en brique ornée de pierre calcaire sur les deux contreforts en façade du clocher.

L'immense clocher à quatre niveaux était surmonté d'une sorte de balcon avec une rambarde en pierre. A droite, une tour-escalier permettait d'accéder aux étages.
En comparant les différents documents, on constate que des habitations étaient construites à proximité de l'église et que la disposition des rues était complètement différente d'aujourd'hui.

## Caractéristiques

### Architecture
L'édifice a été construit selon un plan basilical traditionnel. Les soubassements, les pilastres, le tympan des entrées furent réalisés en pierre de Savonnières. Les planchers du clocher, des sacristies, les poteaux et les dalles de couverture du clocher, les linteaux des baies et des abat-sons, l'ossature des voûtes et des plafonds, les poutres maîtresses droites et arquées, les poutres de faîtage, le chevronnage et le soutien du plafond ainsi que les gargouilles ont été réalisés en béton armé. Les murs sont en brique. Chaque travée de la nef est couverte par un toit à deux pans et un pignon découvert. Le clocher-porche quadrangulaire est soutenu par quatre contreforts. La lanterne octogonale du clocher abrite une horloge.

### Décor et mobilier
Le gable du portail principal est décoré d'un Christ monumental et d'anges, sculptés, sur place, par Louis-Aimé Lejeune, en 1933. Le peintre-verrier Jacques Grüber a réalisé 5 verrières imagées et 6 grisailles, en 1931.
Le mobilier a été dessiné par l'architecte Jacques Debat-Ponsan :
- maître-autel en marbre poli, retable et exposition en marbre rouge, candélabre et croix en Duranic, aluminium mat, réalisé en 1932 par l'entreprise amiénoise Grujon et Galland ;
- confessionnal, réalisé par le menuisier amiénois Gustave Tattegrain, en 1932 ;
- chemin de croix, réalisé par Guillon et Cie, entreprise de Levallois-Perret ;
- statue équestre de saint Martin, en chêne ciré, fournie par l'entreprise parisienne « La Statue Religieuse » ;
- groupe sculpté représentant La Charité de saint Martin, en bois, réalisé par Charles Desvergnes[4].

### Protection
L'église Saint-Martin en totalité, incluant le mobilier maçonné (maître-autel, fonts baptismaux) ainsi que l’ensemble des verrières de Jacques Gruber, fait l'objet d'une inscription au titre des Monuments historiques par arrêté du 9 avril 2024.

### Galerie

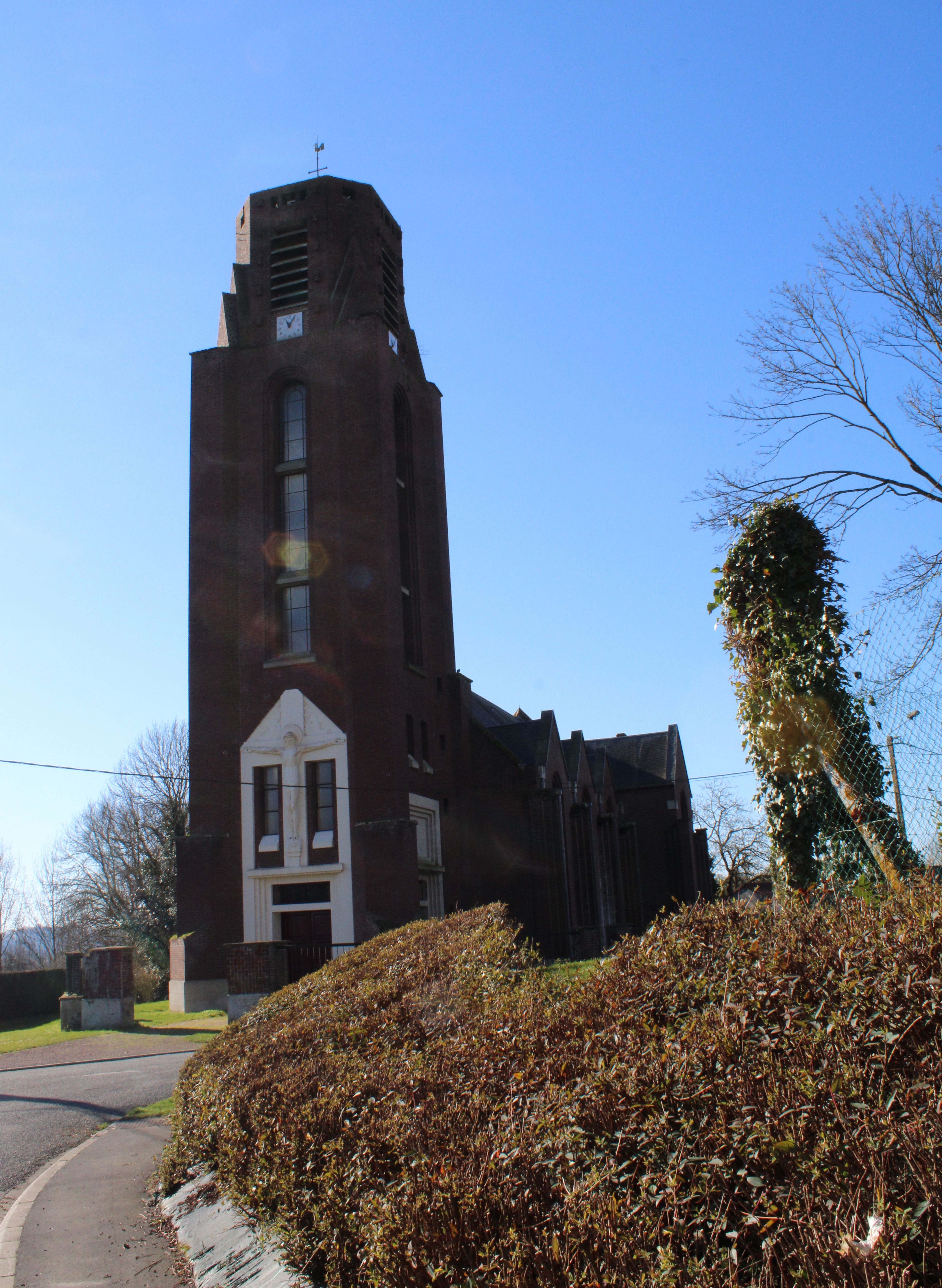
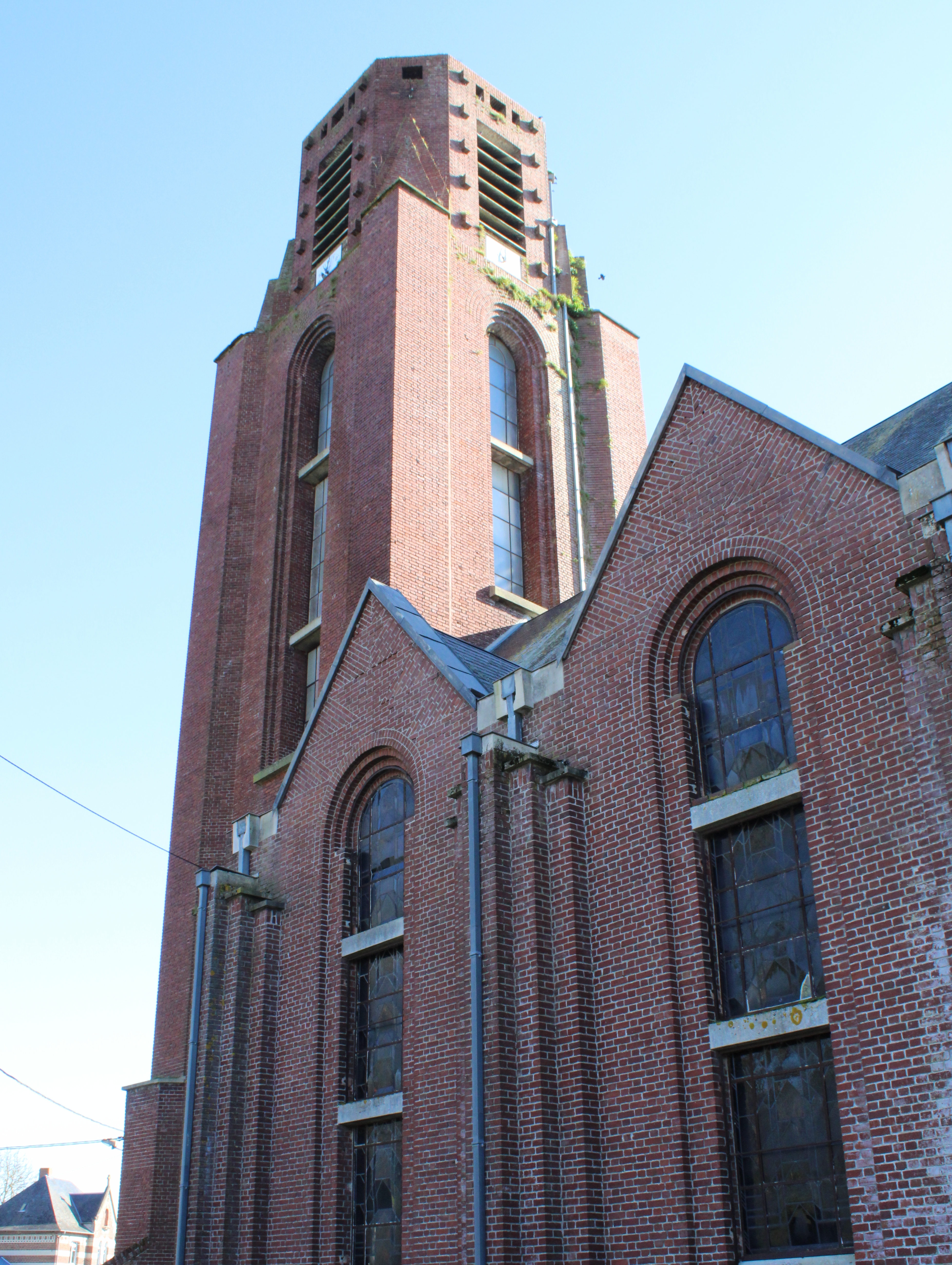
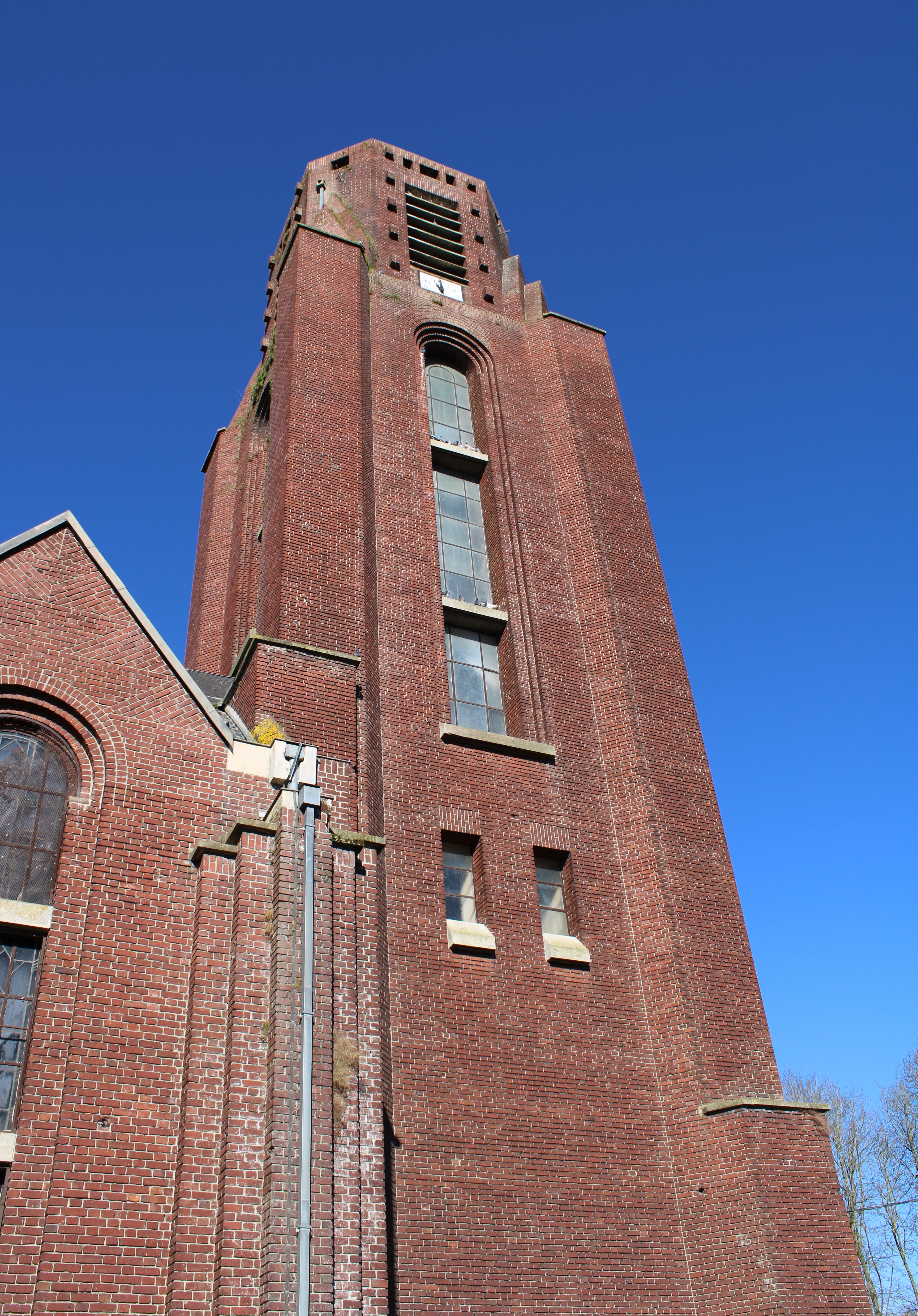
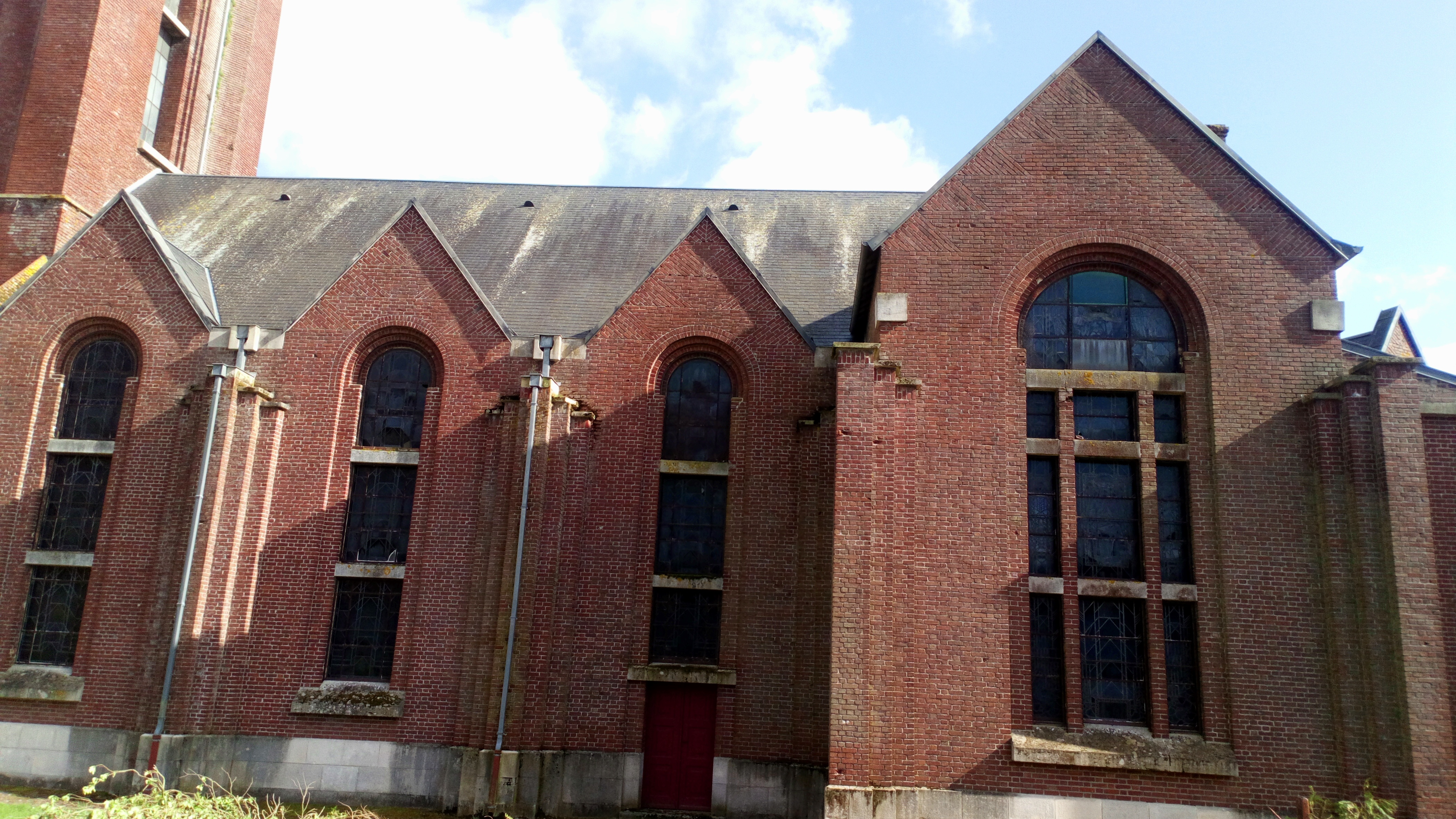